# Nate
Nate ist ein männlicher Vorname und eine englische Kurzform von Nathan bzw. Nathanael (hebräisch: Gott hat gegeben bzw. Gottesgeschenk).

## Namensträger

### Vorname
- Nate Adams (* 1984), US-amerikanischer Motocrossfahrer
- Nate Archibald (* 1948), US-amerikanischer Basketballspieler
- Nate Burleson (* 1981), US-amerikanischer American-Football-Spieler
- Nate Carr (* 1960), US-amerikanischer Ringer
- Nate Cartmell (1883–1967), US-amerikanischer Leichtathlet
- Nate Chinen (* ≈1970), US-amerikanischer Journalist und Autor
- Nate Corddry (* 1977), US-amerikanischer Schauspieler
- Nate DiCasmirro (* 1978), italo-kanadischer Eishockeyspieler
- Nate Dogg (1969–2011), US-amerikanischer Rapper
- Nate Doornekamp (* 1982), kanadischer Basketballspieler
- Nate Fox (1977–2014), US-amerikanischer Basketballspieler
- Nate Green (* 1977), US-amerikanischer Basketballschiedsrichter
- Nate Hartley (* 1992), US-amerikanischer Schauspieler
- Nate Holland (* 1978), US-amerikanischer Snowboarder
- Nate Jaqua (* 1981), US-amerikanischer Fußballspieler
- Nate Jones (* 1972), US-amerikanischer Boxer
- Nate Kaeding (* 1982), US-amerikanischer American-Football-Spieler
- Nate Kinsella (* 1980), US-amerikanischer Musiker
- Nate McBride (* 1971), US-amerikanischer Jazzbassist
- Nate McMillan (* 1964), US-amerikanischer Basketballspieler
- Nate Mendel (* 1968), US-amerikanischer Bassist
- Nate Miller (* 1963), US-amerikanischer Boxer
- Nate Morgan (1964–2013), US-amerikanischer Jazzpianist
- Nate Newton (* 1961), US-amerikanischer American-Football-Spieler
- Nate Radley (* 1975), US-amerikanischer Jazzgitarrist
- Nate Raduns (* 1984), US-amerikanischer Eishockeyspieler
- Nate Richert (* 1978), US-amerikanischer Schauspieler
- Nate Robinson (* 1984), US-amerikanischer Basketballspieler
- Nate Ruess (* 1982), US-amerikanischer Sänger
- Nate Schierholtz (* 1984), US-amerikanischer Baseballspieler
- Nate Thayer (1960–2023), US-amerikanischer Journalist
- Nate Thompson (* 1984), US-amerikanischer Eishockeyspieler
- Nate Thurmond (1941–2016), US-amerikanischer Basketballspieler
- Nate Tubbs (* 1964), US-amerikanischer Boxer
- Nate Wooley (* 1974), US-amerikanischer Jazztrompeter

### Künstlername
- Nate57 (* 1990), deutsch-angolanischer Rapper